# Середа, Антон (эстонский футболист)
Антон Середа (эст. Anton Sereda; 9 сентября 1979, Таллин) — эстонский футболист, нападающий и полузащитник.

## Биография
В начале карьеры выступал за клубы низших дивизионов Эстонии, а также провёл по одному матчу в высшем дивизионе за столичные «Лантану» и «ТФМК». Летом 2001 года перешёл в «Нарва-Транс», где со временем стал игроком стартового состава, одновременно играл в первой лиге за партнёрские клубы — «Калев» (Силламяэ) и «Меркуур» (Тарту). В 2004 году «Меркуур» получил место в высшем дивизионе и футболист подписал постоянный контракт с клубом. Стал лучшим снайпером клуба и вошёл в десятку лучших бомбардиров чемпионата 2004 года с 11 голами. В ходе сезона 2005 года вернулся в «Транс», забив за оба клуба 14 голов и снова войдя в десятку лучших бомбардиров, также с «Трансом» в 2005 году завоевал бронзовые медали.
В 2006 году вернулся в клуб из Тарту, переименованный в «Мааг», однако сыграл только три матча на старте сезона. В 2007 году играл за аутсайдера высшей лиги «Аякс Ласнамяэ», а в первой половине сезона 2008 года — за дебютанта «Калев» (Силламяэ). В конце карьеры играл в низших лигах — снова за «Аякс», а также за таллинские «Арарат» и «МС Таллин».
Всего в высшей лиге Эстонии сыграл 131 матч и забил 39 голов. В составе «Транса» участвовал в матчах еврокубков.
Уже после завершения карьеры вместе с группой действующих и бывших игроков оказался замешан в организации договорных матчей, в частности ему вменялась попытка организовать договорной матч на Кубке Содружества 2012 года. В мае 2013 года он был отстранён от футбола, а в декабре 2014 года окончательное решение Эстонского футбольного союза наложило пожизненную дисквалификацию. Также по данному делу состоялся уголовный суд, который вынес футболистам оправдательный приговор, но это не повлияло на решение футбольных властей.

## Достижения
- Бронзовый призёр чемпионата Эстонии: 2005